# كأس ولي العهد البحريني لكرة القدم 2004
كأس ولي العهد البحريني لكرة القدم 2004 هي النسخة الرابعة من كأس ولي العهد البحريني لكرة القدم وجرت من 18 يونيو إلى 25 يونيو 2004 بمشاركة الفرق التي احتلت المراكز الأربع الأولى في بطولة دوري الدرجة الأولى لموسم 2003-2004.

## الدور النصف النهائي
| الرفاع        | 1-1 (ب.و.إ.) | الأهلي        |
| ------------- | ------------ | ------------- |
| طلال يوسف 56' |              | محمد حبيل 45' |

| المحرق              | 1-2 | البسيتين  |
| ------------------- | --- | --------- |
| حمد السبع محمد جعفر |     | ياسر عامر |

## المباراة النهائية
| الرفاع                    | 1-2 | المحرق             |
| ------------------------- | --- | ------------------ |
| محمد سلمان 5' · طلال يوسف |     | إبراهيم المشخص 46' |

## البطل
| كأس ولي العهد البحريني بطل 2004 |
| ------------------------------- |
| الرفاع اللقب الثالث             |